# Cà ri xanh

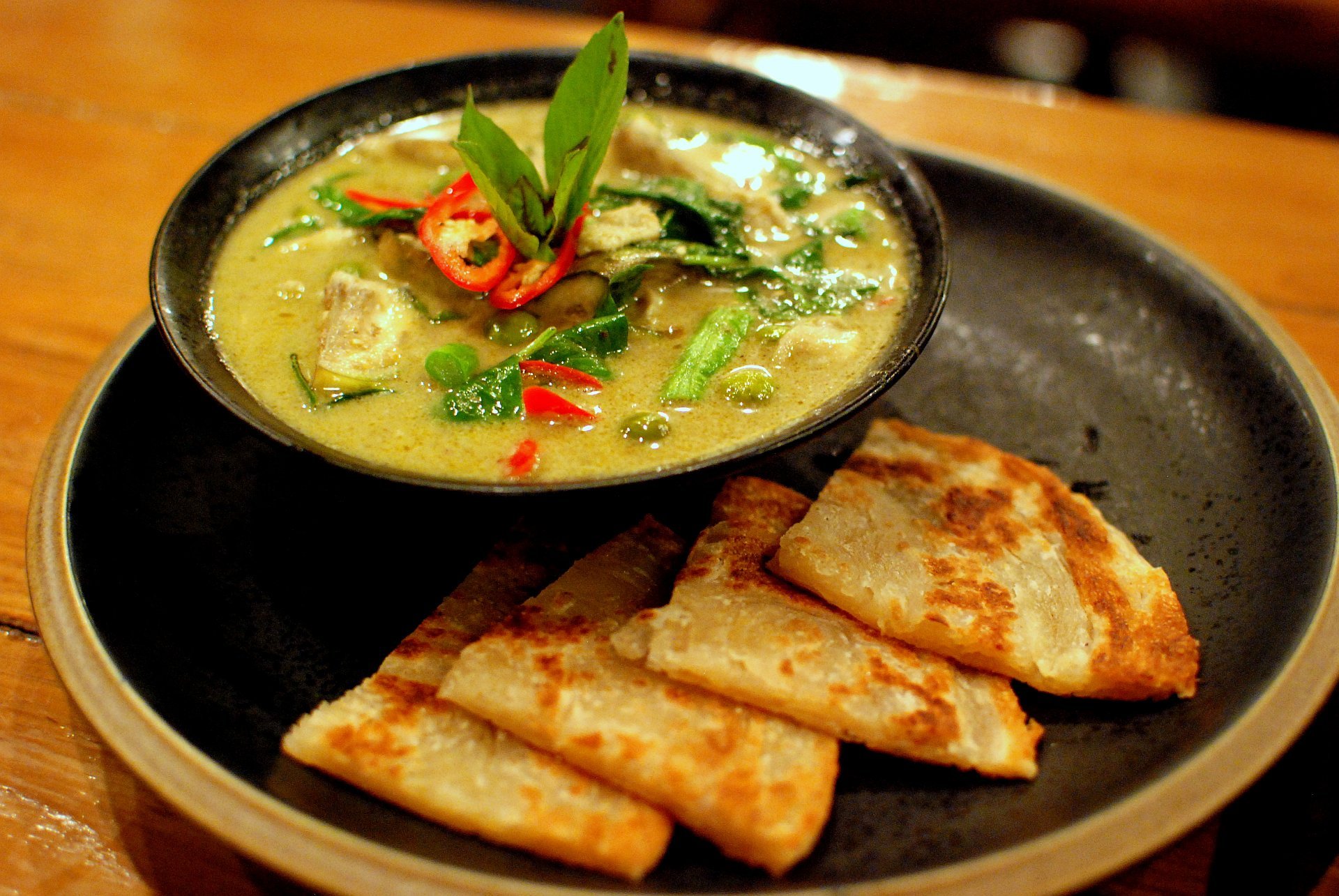
Cà ri xanh nấu gà, ăn với bánh mì roti Ấn Độ

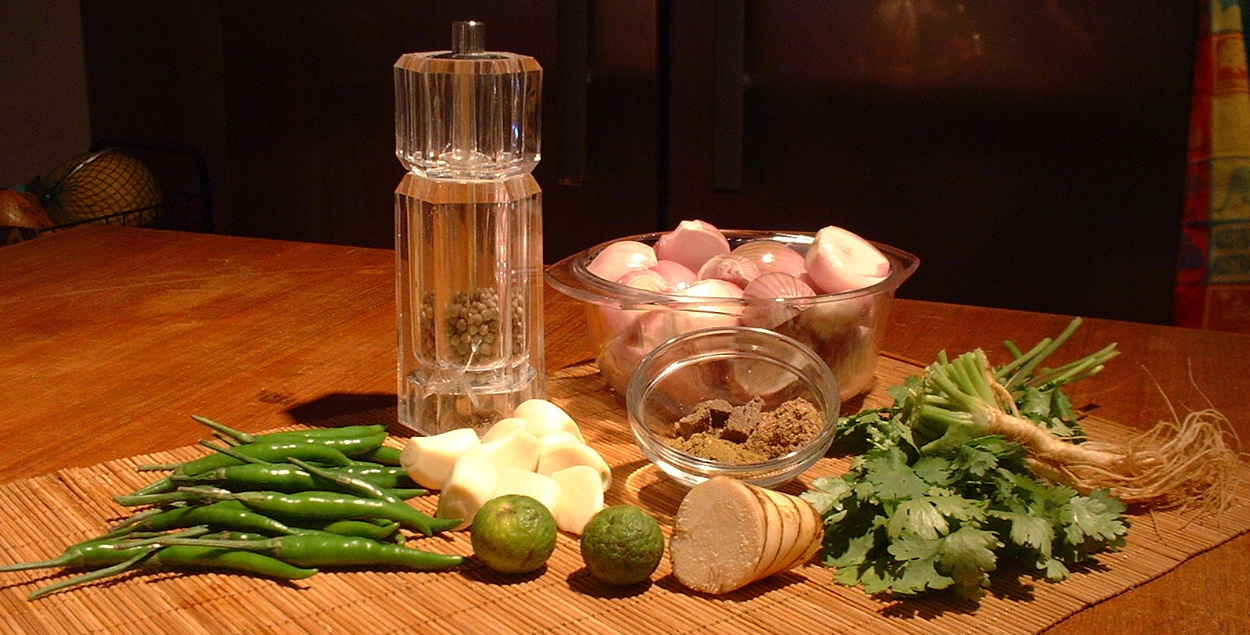
Các nguyên liệu cho món cà ri xanh

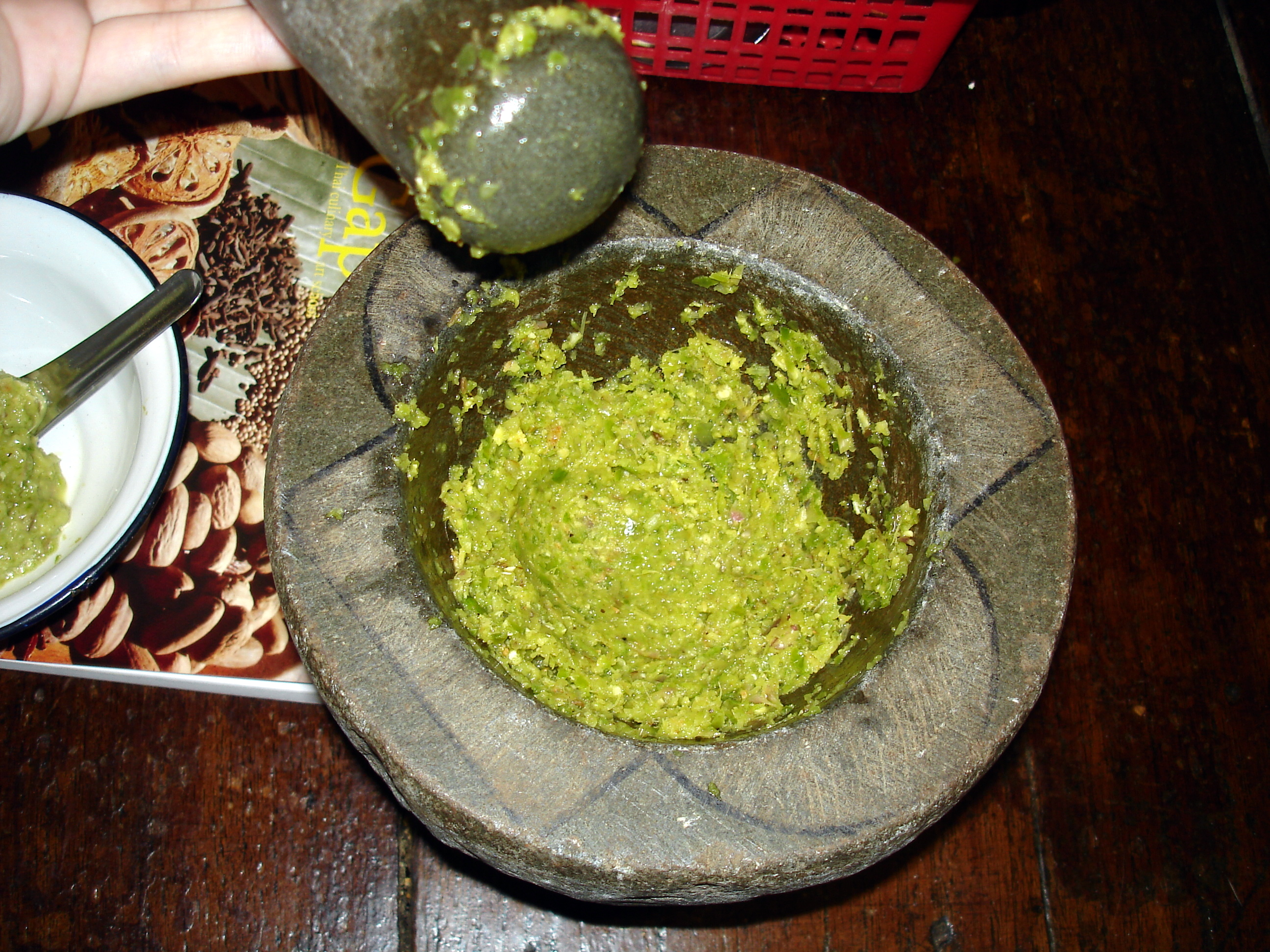
Giã các nguyên liệu trong cối

Cà ri xanh (tiếng Thái: แกงเขียวหวาน; phát âm tiếng Thái: [keng khiểu wản] - chính xác là cà ri ngọt xanh) là một loại cà ri thuộc nền ẩm thực Thái Lan. Tên của món ăn được lấy theo màu của nó. Ngoài ra còn có cà ri vàng và cà ri đỏ. Cà ri xanh cay hơn cà ri phanang/padang. Tuy nhiên, cà ri xanh có vị ngọt mà cà ri đỏ không có.
Nguyên liệu chính của món này là nước cốt dừa, tương cà ri xanh, cà tím, cà dại hoa trắng (Solanum torvum), đường, nước mắm, lá chanh kaffir và húng Thái. Độ sệt của món ăn thay đổi tùy vào lượng nước cốt dừa cho vào. Tương cà ri xanh được giã bằng cối cùng với ớt xanh, hành tím, tỏi, riềng, vỏ trái chanh kaffir, hột ngò và hạt thì là Ai Cập rang, tiêu trắng, riêu tôm và muối. Hỗn hợp sau đó được chiên sơ với một ít nước cốt dừa, rồi đến nước cốt dừa, thịt hoặc cá, rau và thêm vào đường thốt nốt. Cuối cùng, lá chanh kaffir, ớt phrik chi fa (loại ớt lớn vị nhẹ) và húng Thái được thêm vào để tạo hương thơm. Nếu món này được làm với cá hoặc hải sản, gừng krachai sẽ được thêm vào. Món cà ri xanh này đã được các công ty sản xuất thành sản phẩm thương mại.
Cà ri Thái xanh có thể được nấu với mọi loại thịt. Tuy nhiên, các loại thịt phổ biến thì có thịt bò, thịt heo, gà, và cá viên. Cà ri xanh thường được ăn kèm với gạo hoặc với bún sợi tròn khanom chin (tiếng Thái: ขนมจีน).